# منتخب الصحراء الغربية لكرة القدم
منتخب الصحراء لكرة القدم (بالإسبانية: Selección de fútbol del Sahara Occidental)‏ يلقب بـجمال الصحراء (بالإسبانية: Los Dromedarios)‏ هو منتخب يمثل الجمهورية العربية الصحراوية الديمقراطية تأسس يوم 12 مايو سنة 1984 م  6 الرسمي مكون من اللون الأبيض يتوسط اص خط أسود والزي الثاني أخضر يتوسط القميص لون أسود. وهو منتخب غير معترف به في الاتحاد الأفريقي لكرة القدم ولم يسبق له أي مشاركة سواءا ودية او رسمية هذافهم التاريخي هو اللعب عبدالعزيز الستاتي و احسن لاعب في تاريخ المنتخب هو حاجيب دقتم شعارهم سندالتي تعرفني وكل لاعبين في هذا المنتخب يحملون الجنسية الجزائرية او الإسبانية.

## تاريخ
بدايات «فريق الصحراء الغربية»
كانت المباريات المعروفة ضد فرق الدوري الجزائري الممتاز في عام 1984. ويمثل «فريق الصحراء الغربية لكرة القدم» الجمهورية العربية الصحراوية الديمقراطية وإقليم الصحراء الغربية.
في 1986 و 1987 و 1994 ، جرت مباريات ودية ضد المنتخب الجزائري، وكذلك فرق الدوري الأسباني والإيطالي. في عام 1988 ، لعب فريق الجمهورية الصحراوية مباراة ضد نادي (لومان يو سي 72) في فرنسا، وخسر (3-2).
في 27 فبراير 2001، تم تنظيم مباراة للاحتفال بالذكرى السنوية الخامسة والعشرين لإعلان الجمهورية الصحراوية، وتُقام المباراة في مخيم للاجئين الصحراويين في تندوف بالجزائر بين فريق «الجمهورية الصحراوية» وفريق من (بلاد الباسك) المخضرم. حضر المباراة أكثر من 4000 متفرج، تم وقف المباراة في منتصف الشوط الثاني بسبب درجة الحرارة (38 درجة مئوية) بنتيجة (2-2).
في 12 ديسمبر 2003، انضم الاتحاد الصحراوي لكرة القدم إلى.
في عام 2007 ، فاز فريق الصحراء الغربية على فريق ماكاو (1-0).
في 5 ديسمبر 2009، شارك ثلاثة ممثلين صحراويين في الجمعية العامة السادسة لمجلس NF في باريس بفرنسا.
في عام 2010 ، اختار «رئيس الاتحاد الصحراوي لكرة القدم»، شجي سيدي، سيد أحمد الركي أحمد بابا حايي كناخب جديد لمنتخب الصحراء الغربية.
في 23 ديسمبر 2011، في إسبانيا، فاز المنتخب غاليسيا على الفريق الصحراوي (2-1)، شاهد المباراة 1500 متفرج.

## سجل المشاركات الدولية
- 1984 مع المنتخب الجزائري
- 1984 مع منتخب جنوب اليمن سابقا
- 1987 مع منتخب فنزويلا
- 1991 مع منتخب الاكوادور/ مع منتخب نيجيريا
- 1992 مع منتخب المكسيك
- 1994 مع المنتخب الجزائري
- 1995 مع منتخب كوبا
- 1999 مع منتخب موريتانيا
- 2001 مع منتخب الأوروغواي الاولمبي
- 2004 مع منتخب جنوب افريقيا الثاني
- 2007 مع منتخب الجزائر العسكري
- 2012 مع منتخب كردستان العراق
- 2014 مع منتخب جزر فارو
- 2016 مع منتخب جبل طارق

## وصلات خارجية
- المنتخب الوطني لكرة القدم بأوروبا يخوض مباراة تضامنية بفالنسيا.